# Interaction design
Interaction design (ook wel afgekort als IxD) definieert de structuur en het gedrag van interactieve systemen. De ontwerpdiscipline is gericht op het creëren van producten en diensten die nuttig, bruikbaar en betekenisvol zijn voor de mensen die ze gebruiken.
Interaction Designers onderzoeken de behoeften, wensen en waarden van de mensen die het systeem gaan gebruiken.
Op basis van deze informatie wordt de gewenste interactie mogelijk gemaakt door het ontwerpen van structuur, gedrag en interface.

## Geschiedenis

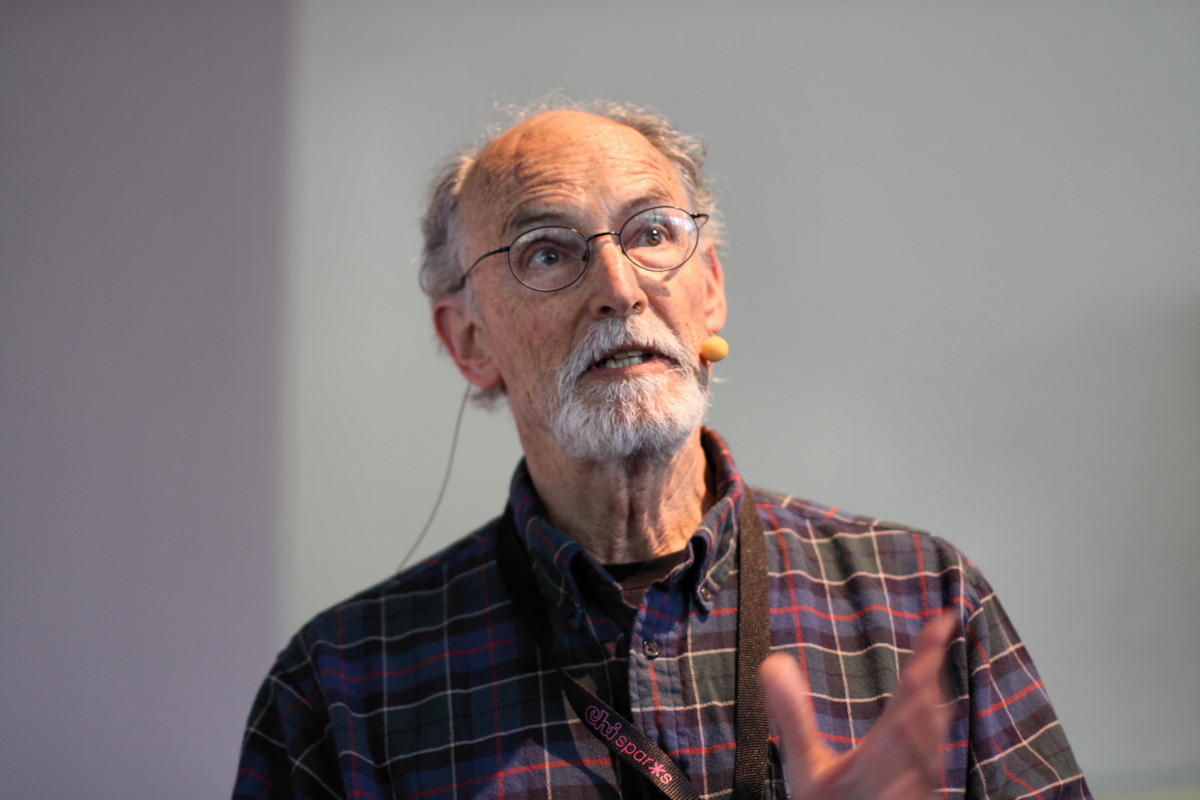
Bill Verplank

De term interaction design werd halverwege de jaren tachtig voor het eerst gebruikt door Bill Moggridge en Bill Verplank. Verplank benoemde met de term het raakvlak tussen het ontwerpen van gebruikersinterfaces en industriële vormgeving. Moggridge refereerde aan het ontwerpen van massaproducten die software bevatten. Tien jaar later kwam de term ook in Nederland in zwang. Het ging toen vooral om de functionele vormgeving van hoofdzakelijk digitale producten.
Sinds 2005 overheerst de opvatting dat het bij interaction design niet gaat om de interactie tussen mens en computer, maar om de interactie tussen mensen - waarbij de computer slechts een medium of gereedschap is.

## Het vakgebied

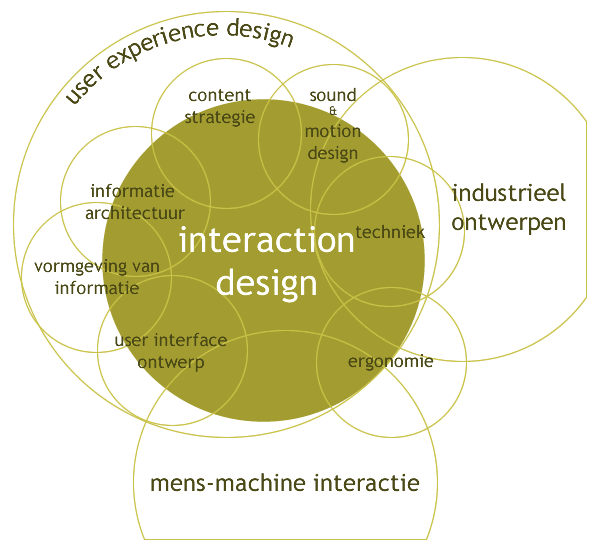
Het Interaction Design vakgebied

Interaction Design definieert de structuur en het gedrag van interactieve systemen. In zijn model The Elements of User Experience maakt Jesse James Garrett helder dat interaction design de schakel vormt tussen abstracte functionele specificaties en concrete ontwerpoplossingen in de vorm van een gebruikersinterface. Garrett vergelijkt de rol van interaction design met de rol die informatie architectuur inneemt in de ontwikkeling van een informatiesysteem.
Het vakgebied omvat of overlapt de volgende vakken:
- Vormgeving van gebruikersinterfaces: ontwerp van het raakvlak waardoor mens en computer communiceren;
- Mens-computerinteractie: een onderdeel van de informatiekunde dat zich bezighoudt met onderzoek naar interactie.
- Informatie-architectuur: de structurering van gegevens;
- Vormgeving van informatie: communiceren van betekenis door middel van grafische vormgeving;
- Industriële vormgeving: het ontwerpen van producten voor serie- of massaproductie;
- Ergonomie: de studie van de mens in relatie tot zijn omgeving;
- Contentstrategie: de planning, ontwikkeling en het beheer van tekst, afbeeldingen, video en andere media.

Een succesvolle toepassing van al deze vakken, met het oog op het creëren van een optimale gebruikservaring, wordt aangeduid met de overkoepelende term user experience design.

## Ontwerpmethoden
Er worden vier ontwerpbenaderingen onderscheiden. In de praktijk is de werkwijze een mengvorm van twee of meer benaderingen.
- User Centered Design (UCD): de ontwerper inventariseert de behoeften van de gebruiker en zoekt daarvoor een oplossing.
- Task Centered Design: de ontwerper ontwikkelt hulpmiddelen voor het uitvoeren van taken.
- Systeemontwerp: de ontwerper bekijkt het grote geheel en probeert de onderdelen van het systeem op elkaar te laten aansluiten.
- Genieontwerp: de ontwerper gaat uit van zijn eigen ervaring, vaardigheid en kennis om een product te ontwerpen.